# Pumhart von Steyr
Pumhart von Steyr — австрийская бомбарда, созданная в начале XV века в Лицене и являющаяся крупнейшей по калибру бомбардой, сделанной из кованых железных полос.
Орудие сохранилось до наших дней и ныне хранится в Военно-историческом музее Вены, находясь в открытом доступе с марта по октябрь.